# 明望萌衣
宝生 めい（ほうしょう めい、1995年8月9日 - ）は、日本の元AV女優。旧芸名は明望萌衣（はるみ めい）。

## 略歴・人物
2018年12月にデビューした爆乳AV女優。
2021年3月14日、自身のTwitterにて「ステップアップのため」として、所属していたライフプロモーションの退所を発表した。同月27日には、宝生めいに名義を改め、新設したTwitterアカウントを公開。オールプロに所属。
2024年11月末で事務所解散。以降はフリーランスとして活動し、同年12月31日をもってAV女優引退。

## 映像作品

### アダルトビデオ

#### アダルトDVD

##### 明望萌衣 名義
- こう見えて脱いだらムチムチだよ! 感じやすいお年頃な長野出身・敏感ロリボインちゃん 明望萌衣 AVデビュー（12月13日、E-BODY）

- オヤジの濃厚テクでイクイク体質にされた爆乳女子大生（1月1日、Fitch）
- 日焼けあとが残る爆乳の連れ子と種付け性交 II 明望萌衣 古川祥子（2月22日、クリスタル映像）
- 北海道で見っけた道産子 ムッチんプリン♡ 爆乳ロリィータ（2月27日、MERCURY）※「もな」名義
- 美大生の巨乳娘 お父さんにヌードモデルをお願いしたら興奮して中出しされました。（3月1日、プラネットプラス）
- 「痴漢されても断れないんです…」 痴漢遭遇率100回以上!ヤラしすぎるムチムチHカップ保育専門学生、緊急AVデビュー!!（3月1日、おっぱいデカ美）※「美梨花」名義
- 地味メガネなのにムッツリ I-CUPの地方出身18才爆乳女子大生、女子寮でこっそりAV DEBUT!（3月19日、キチックス）※「もえ」名義
- 豊満女子 デカ乳×デカ尻グイ揉みしだきSEX 2（3月19日、エンペラー）※「萌衣」名義
- 俺の妹ロリ顔なのにダイナマイトボインちゃん、ノリ心地も抱き心地もサイコー! 妹のドMもみ返し爆乳は一見にしかず!（4月13日、チェリーズれぼ）※「めい」名義
- 爆乳現役音大生がAV面接にやってきた!!（4月13日、HERO）※「めい」名義
- おねだり淫語でザーメンを欲しがる巨乳M痴女（5月10日、クリスタル映像）
- ムッチリ可愛い爆乳若妻は夫の知らないところで豊満肉を義父に喰われてしまう（5月16日、MAXING）
- むちむちデカ尻 神ブルマ 明望萌衣 ロリ美少女から人妻、ぽっちゃり娘達にピチピチブルマ＆体操着を着せ、ハミパン、ムレムレワレメなど毛穴まで見えるほどの超ドアップ接写!さらに尻コキ、着衣お漏らし放尿やブルマぶっかけ、生中出し等ブルマ好きに送る完全着衣AV（6月6日、親父の個撮）
- 巨乳過ぎる姉と妹と一緒に温泉に入ったらまさかのフル勃起で近親相姦! 2 家族旅行で久しぶりに一緒に温泉に入ったら姉と妹の胸が想像以上に巨乳過ぎて気づいたらガン見!思わずガン見していたら理性を保てなかったボクの股間は気づくと痛いくらいビンビンに…。バレたくないのでこっそり出ようとしたら見つかってしまいボクの勃起したチ○ポをマジマジとふたりに見られて、いつの間にか男を見るスケベな女の目に!家族と絶対ヤッてはいけない近親相姦へ…。（7月7日、Hunter）※オムニバス作品、共演:海空花、他5名出演
- マジックミラー号 メタボ可愛い素人女性限定! 豊満な身体でマザコン男子を包み、射精が止まらない! 〜授乳手コキ・パイズリ・密着SEX〜（7月25日、SODクリエイト）※オムニバス作品
- 合宿中の爆乳ママさんバレー部はボクのチ○ポで欲求不満が大爆発!! 親戚が経営する合宿所の手伝いに行ったらママさんバレー部の一行がやって来た!そんな爆乳揃いの奥さんたちを見てムラムラが抑えられずフル勃起!だけどそれに気付いた奥さんたちはボク以上に欲求不満を爆発させてきた!?バレーの練習そっちのけで久々のチ○ポを爆乳パイズリ&ねっとりイラマ!!さらに大きな胸を揺らしながらボクの精子が無くなるまで何度も何度もエッチをおねだりしてくるんです!!（9月7日、Hunter）共演:大浦真奈美、河合ののか、真田みづ稀、雨宮凛、優月せら、望月あやか、井上愛唯 ほか

- イタズラおしっこ（11月12日、RADIX）
- 素人娘、膣内射精。（11月13日、バルタン）※オムニバス作品、他7名出演

- 犬嗅ぎ娘 13 ムチクサボディ編（4月22日、フェ血ス）
- ［閲覧注意］輪姦レイプ映像 ノーカット無編集・婦女強姦犯罪記録 豊満母娘レイプ・前編 クロロホルムとスタンガンで昏睡、媚薬で悶絶朦朧、抗いながら種付けされ続けイキ踠く新婚の娘に降り掛かる最悪の末路!（7月1日、熟女塾/エマニエル）
- ［素人主婦ドキュメント］ 求人募集でやってきた三十路バツイチシングルマザーはムチムチのGカップ100cm、口説いてやりたい放題ヤってみた!（9月7日、熟女塾/エマニエル）

##### 宝生めい 名義
- デカパイとデカ尻がイキ震える潮吹きびしょびしょレズ性交 玉木くるみ 宝生めい（9月28日、レズれ!）
- 痩せたら最高ちょいムチっビアンの汗かき本気フィットネス合宿 夏川うみ 宝生めい（11月16日、レズれ!）
- 聖女肉達磨 ～この世で最も残酷な昇天～ EPISODE-2 悲惨すぎる罠に嵌った新人女教師（11月23日、BabyEntertainment）
- 人妻の浮気心（12月7日、人妻援護会/エマニエル）

- チクビアン3 ビンビン乳首こねくりレズ性交（1月25日、レズれ!）※オムニバス作品、共演：加藤ツバキ、夏川うみ、他6名出演
- 魔の媚肉激震貫通マシーン Part4 イキ続ける地獄に怯えた女体の慟哭（2月8日、BabyEntertainment）※オムニバス作品
- THEドキュメント 本能丸出しでする絶頂SEX 童顔肉感Hカップに剛毛の驚愕淫乱ヤリマン性欲モンスター 宝生めい（2月15日、美人魔女/エマニエル）
- お互いのイキ顔を見ながらSEX漬けにされる剛毛姉妹孕ませ調教 月野かすみ 宝生めい（2月15日、Fitch）
- 巨乳がエッチすぎるキャリアアドバイザーとセックスしまくり転職活動 宝生めい（2月26日、ビッグモーカル）
- 性欲丸出し!! ガチメス悶絶ヘルパーに止まらないチンビン 宝生めい（3月8日、椿鳳院）
- 憧れの爆乳先生と行く!! 二泊三日のわくわく温泉修学旅行 宝生めい（3月15日、グローリークエスト）
- 私… 孕ませられたくて。夫以外の精子が欲しくてホイホイ犯されにやってきた人妻。白目アヘ顔でイキ狂う。宝生めい（5月6日、ONE MORE）
- プライベートおっパブ お店が突然の休業 お金に困った嬢から2人で会いたいと連絡が… 店に内緒でおっぱい揉んで中出しセックス 宝生めい（5月12日、Mr.michiru）
- バトルプリンセス スパンデクサー コスモエンジェル ゾラとゾルの肉虐地獄（6月10日、GIGA）
- オナホール訪問販売員のおばさん 24（6月20日、STAR PARADISE）※オムニバス作品
- 就活女子大生セクハラ面接の実態! 「内定の為なら… 私なんでもします」ブラック企業によるパワハラ行為の一部始終大公開! 恥じらいAV出演（6月21日、ゾクゾク娘）※オムニバス作品
- 疾風怒涛シャドウホワイト スケベタコ怪人エロエロおっぱい責め 宝生めい（6月24日、GIGA）
- 同窓会の後は… 宝生めい（8月9日、タカラ映像）
- SUPER FISHEYE FETISHISM 迫力興奮蜜写 剛毛ドスケベ肉感BODY 宝生めい（8月9日、AVS collector’s）
- 妻の入院中に義妹と出来ちゃった僕…宝生めい（8月20日、STAR PARADISE）
- 男たちに迫られ剛毛マ○コを濡らす 断りきれない肉感ボディ巨乳尻マゾ妻 デカ乳とデカ尻を責められ感じまくるM奥様 宝生めい（8月23日、熟女はつらいよ/熟女卍）

- バブバブ淫語でオギャらせパイズリ保育園 宝生めい（2月13日、バルタン）[5]
- カメラの前でおしっこする女 5（11月26日、グローリークエスト）

#### VR

##### 明望萌衣 名義
2019年
- 口腔フェチVR ※ただ真近で口の中を見る、それだけです。 監修 口腔AV巨匠 口腔仙人 (Dr. X)（11月21日、SODクリエイト）※オムニバス作品、他出演3名
- 【ぷるん】【ボイン】【たゆん】激パイ揺れVR 人気有名女優9名の揺れる爆乳・巨乳を眺めてストレス解消!（12月19日、SODクリエイト）※オムニバス作品、他出演8名

2020年
- おっぱいイジりVR ～7つの美乳を揉んだり責めたりイカせたり～（5月1日、CASANOVA）※オムニバス作品、他出演6名
- ハードマゾ・シロウト・ジョシ（10月16日、CASANOVA）
- 性感開発マッサージで絶頂鑑賞VR（10月30日、CASANOVA）※オムニバス作品、他出演1名

##### 宝生めい 名義
2021年
- 隣村のオサセな娘っ子が今日も野菜を売りに来たのでオチ○ボ＆オマ○ゴ! 性の喜び貪りまくりの超昭和肉感特化性交（9月9日、肉きゅんパラダイス）

#### 動画配信
- 【爆乳H乳×爆潮スプラッシュ×爆イキ痙攣SEX5回戦】激烈ボリューミーなHカップ乳が兎に角エロい! ドすけべエステ嬢! こんなに出すの?? イキ潮連発で超多量スプラッシュ! 柔らか乳肉←潤滑オイルで爆乳パイズリ! まさにおマ○コの上位互換! 底なし性欲オンナが2人の男から搾り取る。激動(オッパイ)の5回戦! Splash Dynamite Body【なまハメT☆kTok Report.22】めい 26歳 お客をつまみ食いする爆乳エステティシャン（7月18日、プレステージプレミアム）
- 【特大柔らかおっぱい】モバイルバッテリーを借りて旅行帰りの柔巨乳美人とパコパコSP!! ナイトプールで脱いだらボンキュッボンがすごいわw ホテルまで待ちきれずぐいぐい胸アツがすごいわでw手マン→即特大潮吹きw マーライオンもおったまげwハメ潮スプラッシュ大連発 胸アツ! アツ盛りwww 【充電させてくれませんか? NO.19】 めい 24歳 ファストフード店員（8月11日、SUKEKIYO）
- 【J●リフレ盗撮】そのコに出会った瞬間から僕の爆乳探知機が作動してドキドキが鳴り止まない! ノリが良く優しく、かつオプションお勧め上手…! オッパイにほだされてどんどんサービスを重ねていくと、その先には…。えっ! ナマでいいの? 憎いねこの商売上手!めいちゃん 18歳 爆乳(Hカップ)爆弾をかかえて男を襲撃。どんな奴でも逃げられない（10月5日、ドキュメントdeハメハメ）
- 【『私にも精子ください♪』 爆乳先生との不純な肉体関係】息子の先生と家庭崩壊待ったなしの不倫エッチ♪感度抜群M気質でお潮が止まらない!! 先生にコンドーム没収されて精子おねだり生SEX3射精!! 【しろうとハメ撮り＃めい＃25歳＃保育士】（11月4日、MOON FORCE）
- 【配信専用】朝フェラから始まる最高の1日 理想のMorning Routine!! 2（12月30日、DOC）

- ラグジュTV 1513 愛唯 24歳 看護師 明るい笑顔と豊満なボディが魅力的な看護師が登場! ホテルに入るなり男の体を押し倒し濃厚なキスと愛撫で魅了! ムッチリとした股間にはいやらしく陰毛が生い茂り、敏感になった秘部は感度上等! 巨根のピストンで揺れ踊る存在感バツグンの巨乳と巨尻は必見!（1月24日、ラグジュTV）

### イメージDVD
- 『AV無理』 いいなりドM女子大生の丸もち爆乳Hカップをハチャメチャ完全穢し揉み（2018年12月1日、未満）※「めい」名義

## 書籍・出版

### デジタル写真集
- 甘蜜な季節 【グラビア写真集】 宝生めい（2022年6月17日、プレステージ出版、撮影：C:TAKERU）
- 甘蜜な季節 【ヌード写真集】 宝生めい（2022年6月17日、プレステージ出版、撮影：C:TAKERU）- 映像特典付き。また、FANZA版とMGSブックス版には、それぞれ異なる限定カットを収録。

### 雑誌
- 月刊FANZA 2019年8月号（ジーオーティー）- インタビュー

## 出演

### テレビ
- ビ～チ9（2020年1月、テレビ埼玉） - マンスリーゲスト

### 映画
- 優しいおしおき おやすみ、ご主人様（2020年6月26日、オーピー映画）[6]